# Ospedale Maggiore (Mailand)

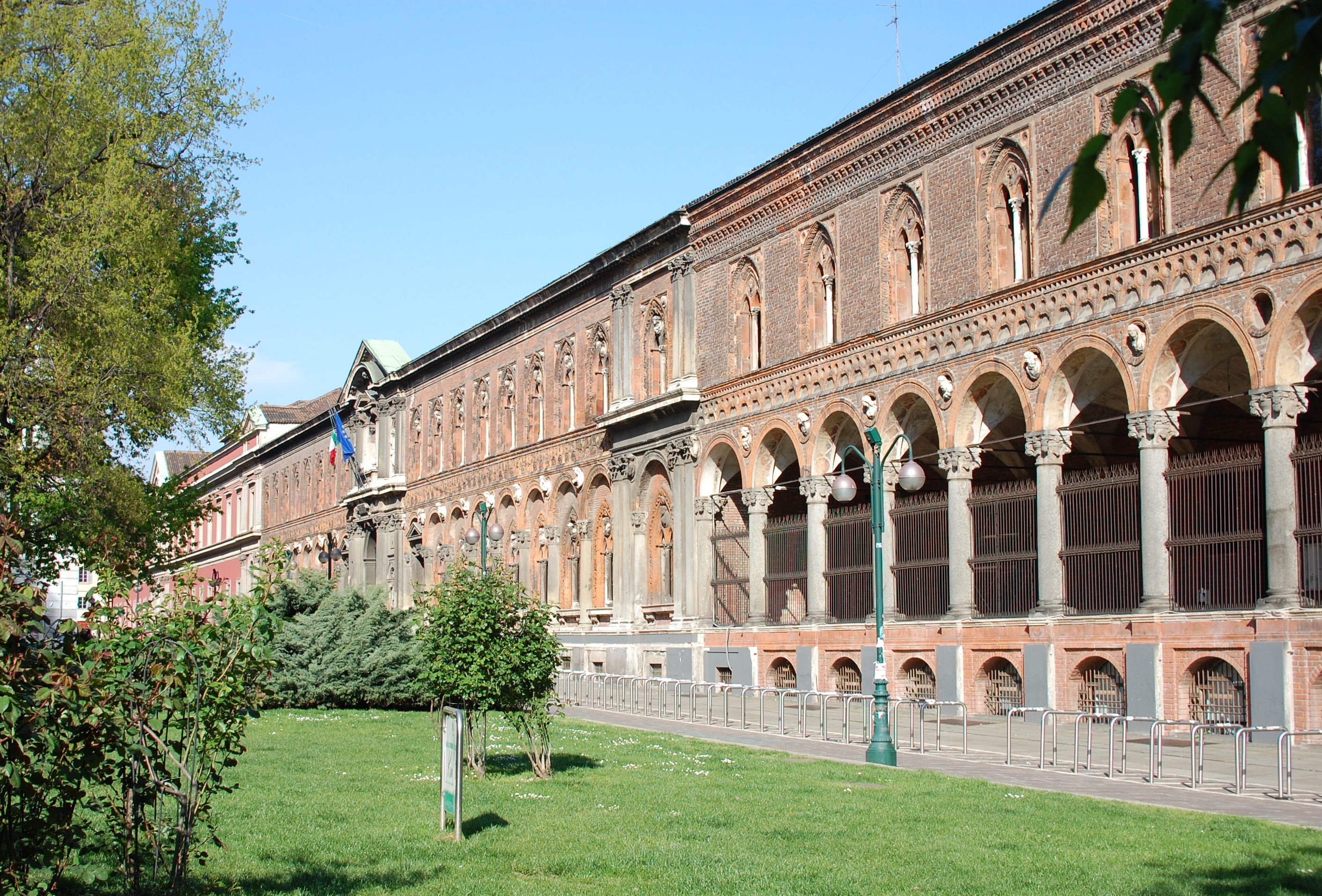
Älteste Teile an der Fassade zur Festa del Perdono, 15. Jahrhundert

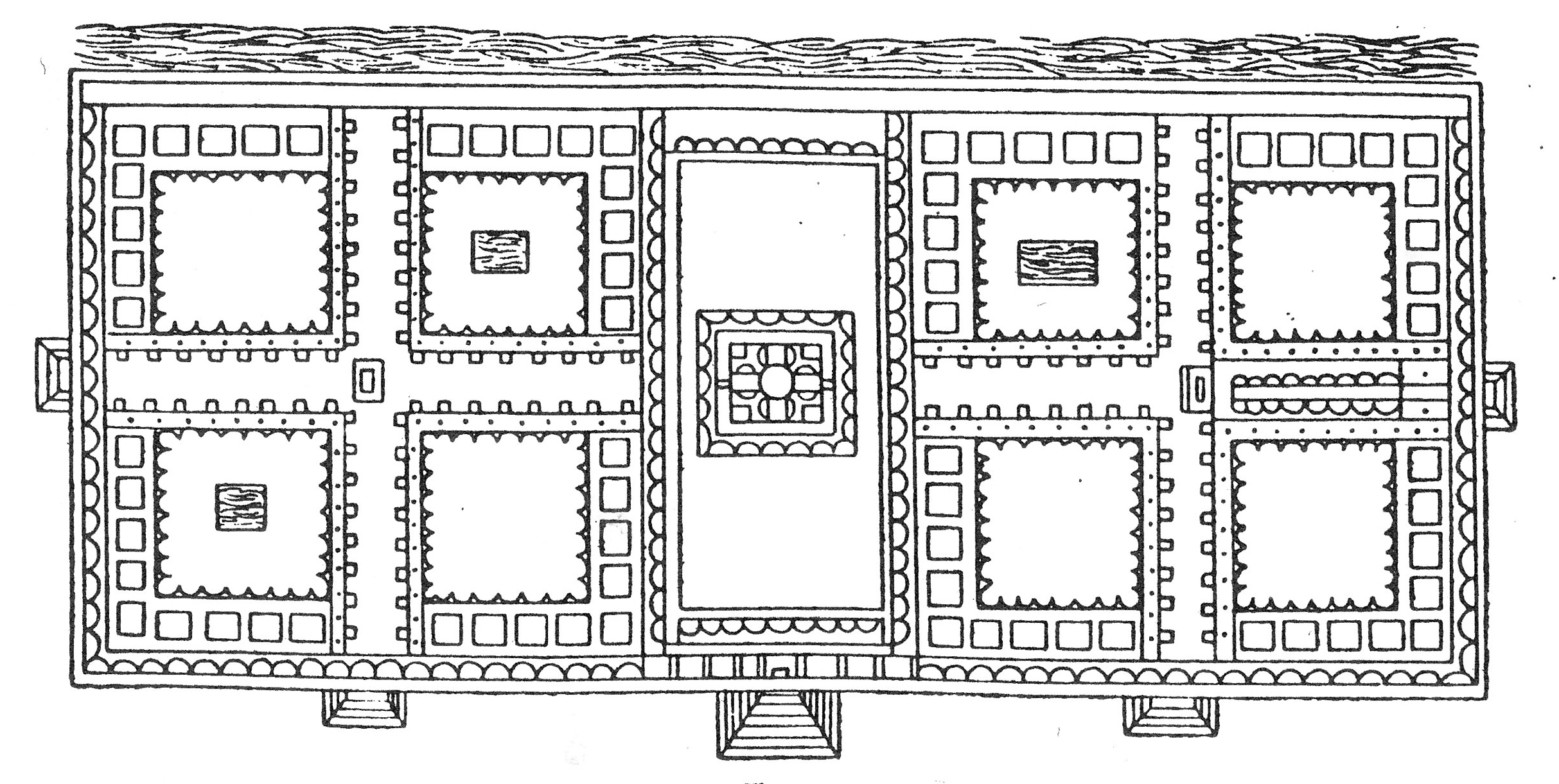
Grundriss des Ospedale Maggiore aus dem Architekturtraktat Filaretes (1460/64), Umzeichnung.

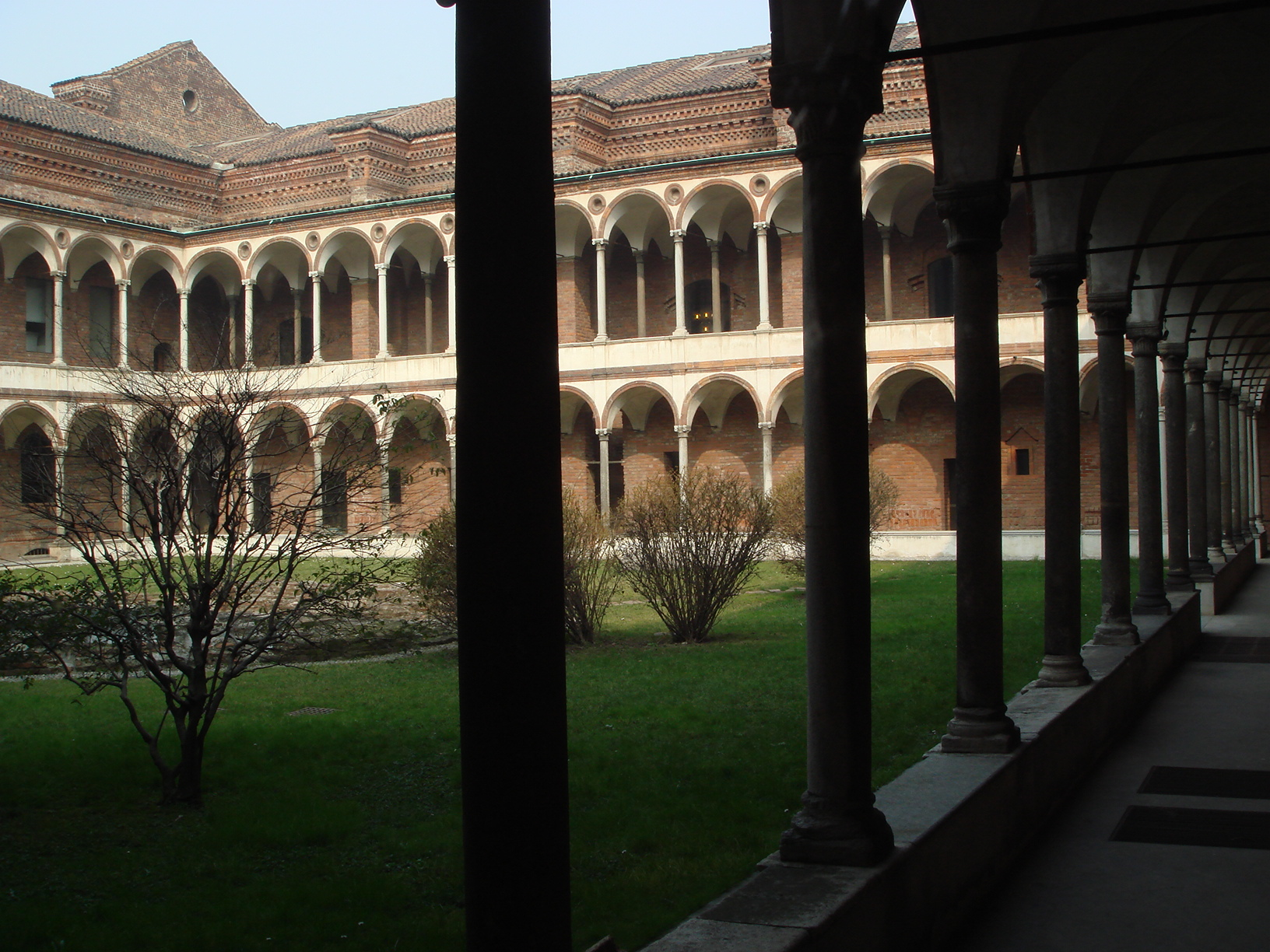
Innenhof Chiostro dei bagni mit Fundamentresten der Badeanlagen (1463–1467)

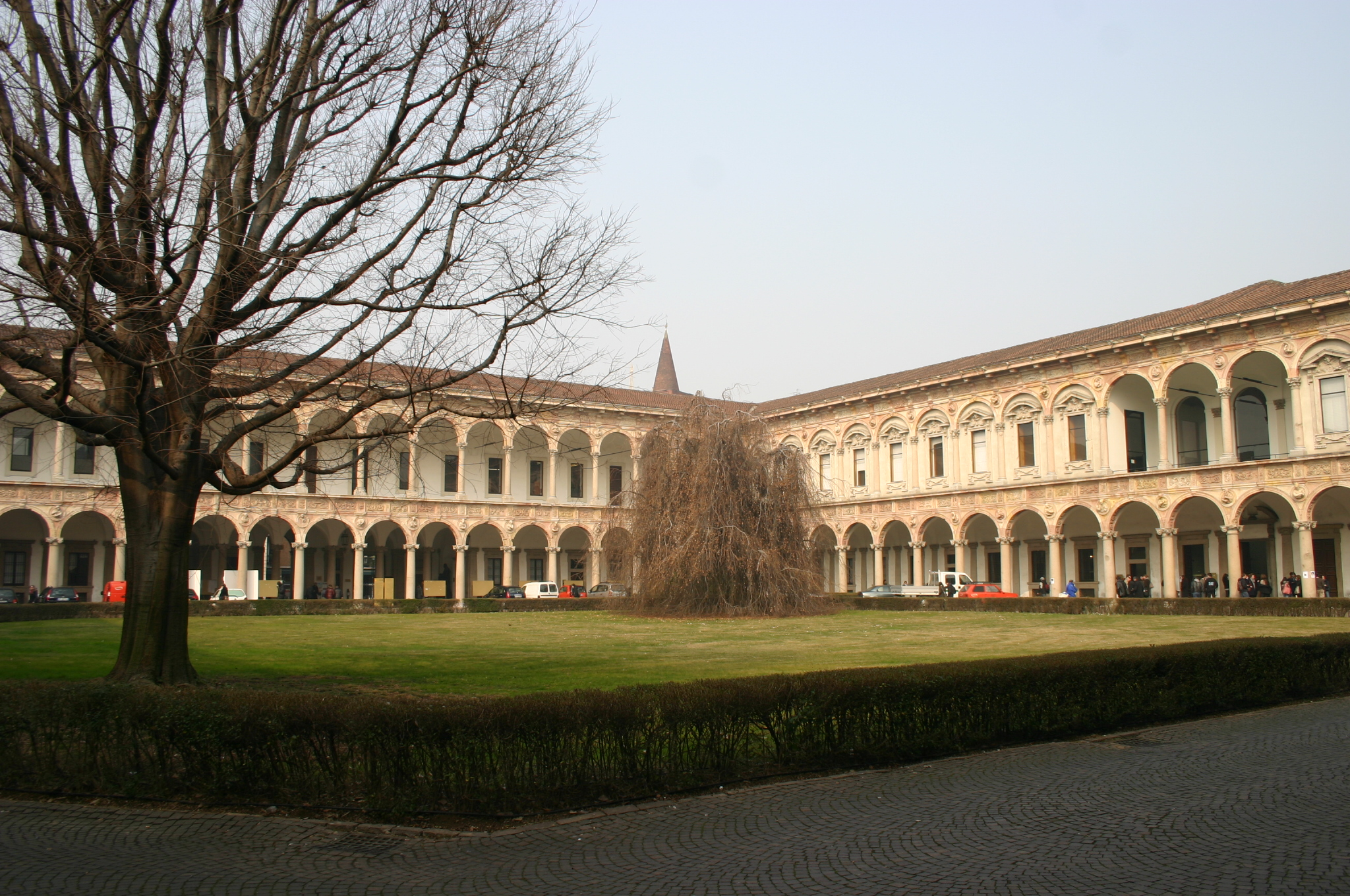
Großer Innenhof von Richini (1625–1694)

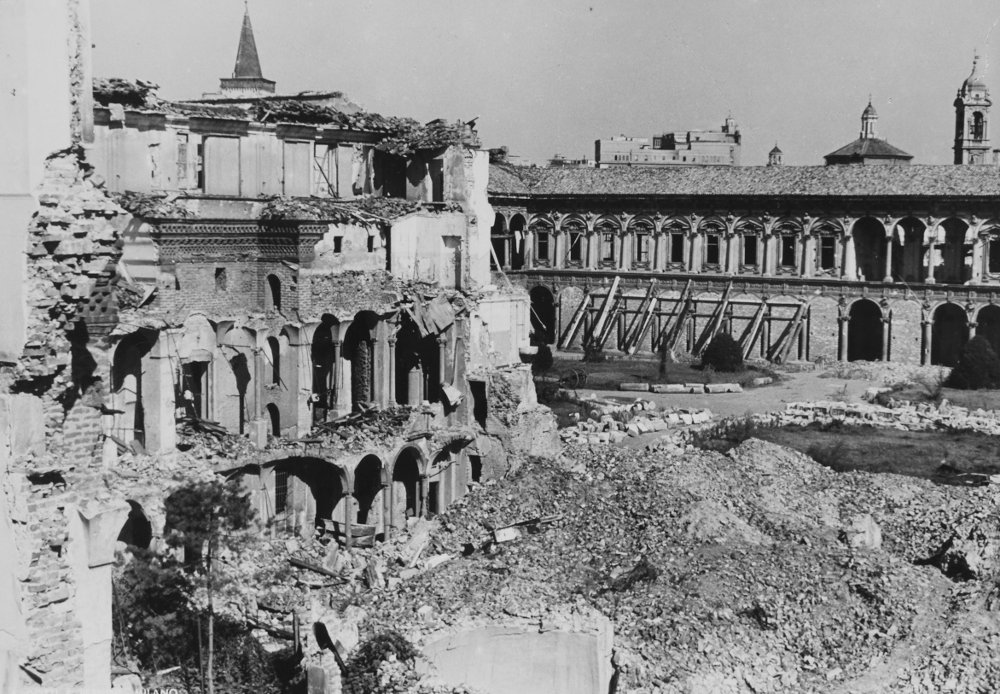
Innenhof nach dem Bombenangriff von 1943

Das Ospedale Maggiore („Großes Spital“), auch Ca’ Granda (lombardisch casa granda, deutsch großes Haus), heute Hauptgebäude der staatlichen Universität Mailand, ist eine in der Frührenaissance errichtete Hospitalanlage im Zentrum der norditalienischen Stadt Mailand.

## Geschichte
Francesco I. Sforza, der 1450 die Macht in Mailand übernommen hatte und zum Herzog ausgerufen worden war, ließ, um das Wohlwollen der Bevölkerung werbend, ab 1456 die weitläufige Anlage planen und mit einer überaus feierlichen Grundsteinlegung am 4. April des folgenden Jahres beginnen. Der Bauplatz auf einem von ihm und seiner Frau Bianca Maria gestifteten Gelände am südöstlichen Rand der mittelalterlichen Stadt, unmittelbar am naviglio (Wassergraben, heute Via Francesco Sforza) gelegen, wurde aus hygienischen und versorgungstechnischen Gründen bewusst gewählt. Auch die städtebauliche Platzierung „als südöstliches Gegengewicht zu dem nordwestlichen Castello Sforzesco läßt die enorme Bedeutung erkennen, die dieser Institution innerhalb des Stadtorganismus zugestanden wurde“. Entwerfer der Gesamtanlage und Architekt der ältesten, südlichen Teile war der Florentiner Antonio Averlino Filarete, der vom Herzog erneut nach Florenz geschickt worden war, um dort entsprechende Einrichtungen zu studieren. Der traditionelle Bautyp des spätmittelalterlichen Hospizes in Italien, seinerseits zurückgehend auf arabische Vorbilder, der auf quadratischem Grundriss um vier Höfe gruppierte Krankensäle vorsah, wurde in Mailand verdoppelt und mit einem zusätzlichen großen Zentralhof zwischen den beiden symmetrisch angeordneten Viererhöfen realisiert. Der Grundriss auf einer Fläche von 285 × 120 m sah eine Anlage von ungewöhnlicher Größe vor, die später zur volkstümlichen Bezeichnung Ca’ Granda führte. Nach dem Tod des Herzogs 1465, als Filarete die Bauleitung verlassen hatte, wurden die beiden Geschosse des südlichen Karrees bis 1471 von Guiniforte Solari und bis 1499 von dessen Schüler und Schwiegersohn Giovanni Antonio Amadeo vollendet, der auch die dekorativen Terrakotta-Reliefs der Innenhöfe verantwortete.
Die Flügel um den großen mittleren Innenhof wurden erst 1625–1649 im Wesentlichen von Francesco Maria Richini ausgeführt, nachdem der Kaufmann Pietro Carcano 1624 ein großes Vermögen dem Krankenhaus testamentarisch überlassen hatte. An der Ausmalung war Giovan Battista Crespi (il Cerano) beteiligt.
Die Addition des spiegelbildlich ergänzenden, aber klassizistisch-schmucklos gebliebenen Nordflügels folgte 1791–1801.
Das Ospedale ist ein frühes Beispiel für ein nicht in kirchlicher, sondern von Anfang an in kommunaler Regie geführtes Krankenhaus. Es war eine in vielerlei Hinsicht fortschrittliche Einrichtung: Die Krankensäle waren hoch und luftig, die Regenrinnen des Daches speisten Abwasserkanäle, die den Abfall der Latrinen aufnahmen und über besondere Schächte entlüftet wurden. Von Anfang an war eine Apotheke und eine medizinische Bibliothek geplant. Das Hospital existierte in dieser Funktion bis 1942, als es durch alliierte Bombenangriffe schwer geschädigt wurde. Seit dem originalgetreuen Wiederaufbau dient es mehreren Fakultäten und als Repräsentationsgebäude der Universität.

## Baugestalt
Filaretes Anteil wird an der Gestaltung der offenen Hauptarkaden im Süden, an der Festa del Perdono und zu S. Nazaro hin, am deutlichsten. Zwar hatte sich Filarete in Rom und Florenz mit den letzten Stilentwicklungen der Frührenaissance vertraut machen können, doch vermischte er in Mailand, sowohl am Dom wie hier am Spitalbau, noch traditionell-gotische Formen mit den rationalen Gliederungsmotiven der schon renaissancistischen rundbogigen Säulenarkaden und den in die Zwickel gesetzten Tondi. Unter der Bauleitung Solaris verstärkte sich noch die Anpassung an den traditionellen mailändisch-lombardischen Stil, deutlich an den biforischen, spitzbogigen Fenstern der Obergeschosse. Die örtlich üblichen Materialien Backstein oder Terrakotta kamen dem in der Lombardei gewohnten Bedürfnis nach reichem bauplastischem Schmuck entgegen.
Der mittlere Innenhof von Richini ist ebenfalls zweigeschossig und von Arkadengalerien, die teilweise durch Fenster geschlossen sind, umgeben. Aus den in die Arkadenzwickel eingepassten Tondi erwachsen Büstenfiguren von Heiligen und auch die Terrakottafelder in der Brüstungszone sind reich mit ornamentalen Grotesken dekoriert. Auf Richini geht sowohl die übergiebelte Portalanlage an der Via Festa del Perdono zurück wie auch innerhalb der Anlage der Zentralbau der Spitalkirche, die Guercinos Altarbild der Verkündigung von 1638 enthält.